# Agnes Dusart
Pour les articles homonymes, voir Dusart.
Agnes Dusart née le 27 février 1962 à Tirlemont, est une cycliste belge.

## Palmarès sur route
- 1986
  -  Championne de Belgique sur route
  - Saletto di Piave
- 1987
  -  Championne de Belgique sur route
  - Mi-Août Bretonne
    - Classement général
    - 4e et 12e étapes

  - 1re étape aux 3 jours de Vendée
  - Sankt Johann au Tirol
- 1988
  -  Championne de Belgique sur route
    - 2e au Grand Prix de Chiasso

## Palmarès sur piste

### Championnats nationaux
- 1986
  -  Championne de poursuite
- 1987
  - 2e de la poursuite